# Чемпіонат Німеччини з хокею 1990—1991
Чемпіонат Німеччини з хокею 1991 — 74-ий чемпіонат Німеччини з хокею, чемпіоном став Дюссельдорф ЕГ. Після возз'єднання Німеччини, два клуби колишньої НДР СК «Динамо» (Берлін) та СК «Динамо» (Вайсвассер) приєднались до хокейної ліги, яка була розширена до дванадцяти команд.

## Попередній етап
Клубу СК «Динамо» (Берлін) було зараховано поразки в матчах проти Фрайбургу(7:4) та Айнтрахту (6:7) по 0:5.
| М   | Команда                       | І  | Пер | Н | Пор | Ш       | О  |
| --- | ----------------------------- | -- | --- | - | --- | ------- | -- |
| 1.  | Кельн                         | 44 | 32  | 3 | 9   | 227:132 | 67 |
| 2.  | Дюссельдорф ЕГ                | 44 | 29  | 8 | 7   | 216:117 | 66 |
| 3.  | Розенгайм                     | 44 | 29  | 4 | 11  | 212:128 | 62 |
| 4.  | БСК Пройзен                   | 44 | 22  | 4 | 18  | 195:148 | 48 |
| 5.  | Маннхаймер ЕРК                | 44 | 19  | 7 | 18  | 163:150 | 45 |
| 6.  | «Швеннінгер ЕРК»              | 44 | 19  | 5 | 20  | 171:171 | 43 |
| 7.  | Айнтрахт (Франкфурт-на-Майні) | 44 | 19  | 3 | 22  | 206:216 | 41 |
| 8.  | ЕС Хедос                      | 44 | 16  | 7 | 21  | 169:191 | 39 |
| 9.  | ЕВ Ландсгут                   | 44 | 15  | 7 | 22  | 177:202 | 37 |
| 10. | Фрайбург                      | 44 | 14  | 2 | 28  | 161:213 | 30 |
| 11. | «Вайсвассер»                  | 44 | 12  | 3 | 29  | 139:240 | 27 |
| 12. | СК «Динамо» (Берлін)          | 44 | 8   | 7 | 29  | 118:246 | 23 |

Скорочення: М = підсумкове місце, І = ігри, Пер = перемоги, Н = нічиї, Пор = поразки, Ш = закинуті та пропущені шайби, О = набрані очки

## Втішний раунд

### 1 раунд
- ЕВ Ландсгут — СК «Динамо» (Берлін) 10:2, 5:3, 6:1, 4:5, 13:4
- Фрайбург — Вайсвассер 3:2, 2:3, 6:4, 4:3, 4:2

### 2 раунд
- Вайсвассер — СК «Динамо» (Берлін) 6:3, 4:1, 3:2

### Перехідний матч
- Крефельдер ЕВ — Вайсвассер 3:2, 2:3, 6:1

## Плей-оф

### Чвертьфінали
- БСК Пройзен — Маннхаймер ЕРК 3:1, 3:2 ОТ, 7:2
- Кельн — ЕС Хедос 6:2, 2:3, 5:2, 4:2
- Дюссельдорф ЕГ — Айнтрахт (Франкфурт-на-Майні) 7:0, 7:1, 9:4
- Розенгайм — «Швеннінгер ЕРК» 7:6 ОТ, 2:4, 6:0, 3:2 ОТ

### Півфінали
- Кельн — БСК Пройзен 2:5, 3:7, 4:2, 6:1, 3:0
- Дюссельдорф ЕГ — Розенгайм 2:3, 1:5, 8:1, 4:2, 7:4

### Матч за 3 місце
- Розенгайм — БСК Пройзен 10:1, 6:5

### Фінал
- Дюссельдорф ЕГ — Кельн 3:1, 5:1, 3:4, 0:1, 4:0